# Evacanthus manpingensis
Evacanthus manpingensis är en insektsart som beskrevs av Cai och Gu. Evacanthus manpingensis ingår i släktet Evacanthus och familjen dvärgstritar. Inga underarter finns listade i Catalogue of Life.